# Seznam manželek premiérů České republiky
Toto je chronologický seznam manželek předsedů vlád České republiky.
Manželka českého předsedy vlády se zúčastňuje společenských, politických či diplomatických akcí (jako například tradičního novoročního oběda s prezidentem republiky) a plní reprezentativní, charitativní a jiné povinnosti. Pokud premiér manželku nemá, pak tato role přechází na ženu z rodinného kruhu premiéra.

## Seznam manželek předsedů vlád

### Česká republika (od 1993)
| Č.  | Portrét                             | Jméno             | Nástup premiéra do funkce | Opuštění funkce   | Poznámka |
| --- | ----------------------------------- | ----------------- | ------------------------- | ----------------- | --- |
| 1.  |                                     | Livia Klausová    | 1. ledna 1993             | 2. ledna 1998     | |
| 2.  | Obrázek této osoby není k dispozici | Bohdana Tošovská  | 17. prosince 1997         | 22. července 1998 | |
| 3.  |                                     | Ivana Zemanová    | 17. července 1998         | 15. července 2002 | |
| 4.  | Viktorie Špidlová                   | Viktorie Špidlová | 12. července 2002         | 4. srpna 2004     | |
| 5.  | Obrázek této osoby není k dispozici | Šárka Grossová    | 26. července 2004         | 25. dubna 2005    | |
| 6.  | Obrázek této osoby není k dispozici | Zuzana Paroubková | 25. dubna 2005            | 4. září 2006      | V té době už ale žil Jiří Paroubek s partnerkou Petrou Kováčovou, se kterou se později v roce 2007 oženil.                                        |
| 7.  | Obrázek této osoby není k dispozici | Pavla Topolánková | 16. srpna 2006            | 8. května 2009    | V této době už ale žil Mirek Topolánek s partnerkou Lucií Talmanovou, se kterou se později v roce 2010 oženil.                                    |
| 8.  | Dana Fischerová                     | Dana Fischerová   | 9. dubna 2009             | 13. července 2010 | |
| 9.  | Obrázek této osoby není k dispozici | Radka Nečasová    | 28. června 2010           | 10. července 2013 | Manželství bylo rozvedeno 6. srpna 2013, měsíc předtím Petr Nečas potvrdil svůj vztah s Janou Nagyovou, bývalou vrchní ředitelkou svého kabinetu. |
| 10. | Obrázek této osoby není k dispozici | Iveta Rusnoková   | 25. června 2013           | 29. ledna 2014    | |
| 11. | Obrázek této osoby není k dispozici | Olga Sobotková    | 17. ledna 2014            | 13. prosince 2017 | |
| 12. | Monika Babišová                     | Monika Babišová   | 6. prosince 2017          | 17. prosince 2021 | |
| 13. | Jana Fialová                        | Jana Fialová      | 28. listopadu 2021        |                   | |